# Richard Witschge
Richard Peter Witschge (Amsterdam, 20. rujna 1969.) je bivši nizozemski nogometaš i nacionalni reprezentativac. U osamnaest godina dugoj igračkoj karijeri, najviše je nastupao za Ajax.
S Oranjama je igrao na jednom svjetskom (Italija 1990.) te jednom europskom (Engleska 1996.) prvenstvu.
Njegov stariji brat Rob je također bio nizozemski reprezentativac te igrač Ajaxa.

## Karijera

### Klupska karijera
Witschge je rođen u Amsterdamu te je proizvod Ajaxove škole nogometa. Za seniorsku momčad je debitirao u 26. listopada 1986. u Eredivisie sa svega 17 godina. Tamo se pridružio starijem bratu Robu.
Zbog dobrih igara za Ajax, igrača 1991. u FC Barcelonu dovodi Johan Cruyff koji je tada vodio katalonsku momčad. Međutim, Witschge se ondje nije naigrao zbog pravila o maksimalno tri stranca u prvoj momčadi. Budući da su ta mjesta popunili Hristo Stoičkov, Ronald Koeman i Michael Laudrup, nizozemski igrač je rijetko dobivao priliku. Tako primjerice nije igrao u finalu Lige prvaka protiv Sampdorije koje je Barcelona osvojila 1992.
Zbog toga je 1993. otišao u francuski Bordeaux, Klub ga je u ožujku 1995. poslao na kratkotrajnu posudbu u Blackburn Rovers za koji je odigrao jednu premijerligašku utakmicu protiv West Ham Uniteda. Vrativši se u matični Bordeaux, s klubom je igrao u finalu Kupa UEFA protiv münchenskog Bayerna.
Nakon toga vraća se u Ajax u kojem je nastupao do 2003. (izuzev jedne sezone na posudbi u španjolskom Alavésu). Poslije je jedno kraće razdoblje igrao za amaterski ADO' 20 te u Japanu za Oita Trinitu.

### Reprezentativna karijera
Igrač je za nizozemsku reprezentaciju debitirao 21. veljače 1990. u prijateljskoj utakmici protiv Italije te je iste godine nastupio na Svjetskom prvenstvu.
Zbog ozljede koju je zadobio kao igrač FC Barcelone, Witschge je propustio Europsko prvenstvo 1992. Od većih turnira, s Nizozemskom je igrao još na Europskom prvenstvu 1996. dok je posljednju utakmicu u nacionalnom dresu odigrao 2. rujna 2000. protiv Irske.

#### Pogoci za reprezentaciju
| #  | Datum               | Mjesto                                    | Protivnik | Pogodak | Rezultat | Natjecanje                  |
| -- | ------------------- | ----------------------------------------- | --------- | ------- | -------- | --------------------------- |
| 1. | 16. listopada 1991. | Stadion Feijenoord, Rotterdam, Nizozemska | Portugal  | 1 : 0   | 1 : 0    | Kvalifikacije za EURO 1992. |

## Osvojeni trofeji

### Klupski trofeji
| Klub         | Trofej              | Sezona / godina |
| Nizozemska   | Nizozemska          | Nizozemska      |
| ------------ | ------------------- | --------------- |
| Ajax         | Nizozemski kup      | 1986.           |
| Ajax         | Nizozemski kup      | 1987.           |
| Španjolska   |                     |                 |
| FC Barcelona | Primera             | 1991./92.       |
| FC Barcelona | Superkup Europe     | 1992.           |
| FC Barcelona | Primera             | 1992./93.       |
| Nizozemska   |                     |                 |
| Ajax         | Eredivisie          | 1997./98.       |
| Ajax         | Nizozemski kup      | 1998.           |
| Ajax         | Nizozemski kup      | 1999.           |
| Ajax         | Nizozemski Superkup | 2002.           |

### Individualni trofeji
| Trofej               | Godina |
| -------------------- | ------ |
| Nagrada Johan Cruyff | 1989.  |

## Vanjske poveznice
- National Footbll Teams.com
- Soccerbase.com